# Prosiak (żeglarstwo)

Prosiak

Zmniejszenie kąta między liną kotwiczną a dnem poprzez zastosowanie prosiaka

Prosiak – na jednostkach pływających średniej wielkości (na przykład duże jachty, mniejsze żaglowce) demontowalny balast denny (zęzowy) w postaci bryły z uchwytami, wykonany z ciężkiego materiału (na przykład żeliwa). Prosiakiem nazywa się również betonowy odlew z uchem służący do kotwiczenia obiektów nieruchomych takich jak pławy.
Zastosowania prosiaka:
- do zwiększenia skuteczności kotwiczenia statku wodnego – bryła ta posiada na swojej górnej powierzchni uchwyt, do którego przymocowuje się specjalną szeklę ześlizgową, przez której ucho przekłada się linę lub łańcuch kotwiczny. Tak zawieszonego prosiaka opuszcza się za pomocą dodatkowej liny na niewielką odległość od dna, co powoduje zmniejszenie kąta pomiędzy dnem i liną kotwiczną (lub łańcuchem), czego efektem jest mocniejsze trzymanie się łap kotwicy dna, gdyż kotwica nie będzie już ciągnięta do góry tylko poziomo.
- do stabilizacji jednostki przy ostrej, wysokiej fali – działa jako amortyzator.
- do wygodnego przebalastowywania jednostki – na przykład podczas prób przechyłów, zrównoważenia kadłuba przy nietypowym ciężkim ładunku.